# Papa Celestí II
|  | Aquest article tracta sobre el papa canònic que regnà del 1143 al 1144. Si cerqueu l'antipapa elegit el 1124, vegeu «Celestí II». |

Celestí II, de nom seglar Guido di Castello, (? - † Roma, 8 de març de 1144) va ser Papa de Roma del 1143 al 1144.
De nom Guido di Castello, en 1128 va ser nomenat cardenal de San Marco per Honori II per a, posteriorment, des de 1140, actuar com a legat pontifici d'Innocenci II al Regne de França, el que va permetre conèixer Pedro Abelardo i convertir-se en alumne seu i condeixeble d'Arnaldo de Brescia. Aquesta relació va enfrontar el futur papa amb Bernat de Claravall a qui retreia la protecció que va brindar a Arnaldo.
L'acte més significatiu del seu breu pontificat va ser l'anul·lació, gràcies a la intercessió de Bernat de Claravall, de l'excomunió que sobre el rei Lluís VII de França havia llançat Innocenci II.
Celesti II és el primer papa que apareix a la profecia de Sant Malaquies, al que es refereix com "EX castro Tiberis" (del castell del Tiber), citació que fa referència al seu lloc de naixement.
Va morir el 8 de març de 1144.